# Glaphyriinae
De Glaphyriinae zijn een onderfamilie van vlinders uit de familie van de grasmotten (Crambidae). Deze onderfamilie omvat ruim 500 soorten in 75 geslachten en werd in 1923 voorgesteld door William Trowbridge Merrifield Forbes. Forbes noemde als kenmerk voor de nieuwe onderfamilie de aanwezigheid van spatelvormige schubben of haren op de bovenkant van de achtervleugel. Bij oudere dieren kunnen deze haren zijn verdwenen maar bij verse exemplaren zijn deze bij alle soorten nog goed te zien, aldus Forbes. Bij publicatie van de naam was er nog slechts sprake van drie geslachten (Glaphyria, Lipocosmodes en Dicymolomia) met 13 soorten. Met de groei van het aantal soorten in deze onderfamilie is dit geen betrouwbaar kenmerk meer voor deze onderfamilie.

## Geslachten
(Indicatie van aantallen soorten per geslacht tussen haakjes)
- Abegesta Munroe, 1964 (3)
- Achantodes Guenée, 1852 (1)
- Aenigmodes Amsel, 1957 (1)
- Aethiophysa Munroe, 1964 (12)
- Agastya Moore, 1881 (1)
- Analcina Turner, 1911 (1)
- Apoblepta Turner, 1911 (1)
- Aureopteryx Amsel, 1956 (5)
- Catharia Lederer, 1863 (1)
- Centropseustis Meyrick, 1890 (1)
- Cereophagus Dyar, 1922 (1)
- Chalcoela Zeller, 1872 (2)
- Chilomima Munroe, 1964 (1)
- Chilozela Munroe, 1964 (1)
- Contortipalpia Munroe, 1964 (2)
- Cornifrons Lederer, 1858 (4)
- Cosmopterosis Amsel, 1956 (4)
- Crocidolomia Zeller, 1852 (4)
- Cryptocosma Lederer, 1863 (2)
- Cylindrifrons Munroe, 1951 (1)
- Dichochroma Forbes 1944 (1)
- Dicymolomia Zeller, 1872 (8)
- Ennomosia Amsel, 1956 (1)
- Erpis Walker, 1863 (1)
- Eupoca Warren, 1891 (8)
- Eustixia Hübner, 1823 (2)
- Evergestella Munroe, 1974 (1)
- Evergestis Hübner, 1825 (101)
- Fredia Amsel, 1961 (1)
- Gonodiscus Warren, 1891 (1)
- Homophysodes Dyar, 1914 (1)
- Hydropionea Hampson, 1917 (13)
- Krombia Chrétien, 1911 (7)
- Lativalva Amsel, 1956 (2)
- Lipocosma Lederer, 1863 (26)
- Lipocosmodes Munroe, 1964 (1)
- Lissophanes Warren, 1891 (1)
- Macreupoca Munroe, 1964 (2)
- Margaretania Amsel, 1961 (1)
- Nephrogramma Munroe, 1964 (2)
- Noorda Walker, 1859 (16)
- Orenaia Duponchel, 1845 (11)
- Parambia Dyar, 1914 (3)
- Paregesta Munroe, 1964 (1)
- Phenacodes Turner, 1937 (6)
- Plantegumia Amsel, 1956 (3)
- Plumegesta Munroe, 1972 (2)
- Prochoristis Meyrick, 1890 (4)
- Prorasea Grote, 1878 (6)
- Psephis Guenée, 1854 (3)
- Pseudoligostigma Strand, 1920 (10)
- Schacontia Dyar, 1914 (11)
- Scybalista Lederer, 1863 (3)
- Scybalistodes Munroe, 1964 (9)
- Stegea Munroe, 1964 (11)
- Stiphrometasia Zerny, 1914 (6)
- Symphysa Hampson, 1899 (3)
- Trischistognatha Warren, 1892 (5)
- Upiga Capps, 1964 (1)
- Venturina Leraut, 2012 (1)
- Vinculopsis Amsel, 1957 (3)
- Xanthophysa Munroe, 1964 (1)

### Geslachtengroep Cybalomiini Marion, 1955
- Crambicybalomia Mey, 2011 (1)
- Cybalomia Lederer, 1863 (21)
- Goniophysetis Hampson, 1916 (5)
- Hyperlais Marion, 1959 (17)
- Melouia Agassiz, 2022 (2)
- Ptychopseustis Meyrick, 1889 (28)
- Thyridiphora Warren, 1888 (3)
- Trichophysetis Meyrick, 1884 (43)

### Geslachtengroep Dichogamini Amsel, 1956
- Alatuncusia Amsel, 1956 (5)
- Alatuncusiodes Munroe, 1974 (1)
- Dichogama Lederer, 1863 (12)

### Geslachtengroep Glaphyriini
- Glaphyria Hübner, 1823 (39)
- Hellula Guenée, 1854 (10)